# Kabinett Balkenende III
Das dritte Kabinett Balkenende war die Regierung der Niederlande, die am 7. Juli 2006 nach der Krise und dem späteren Rücktritt des Zweiten Kabinetts Balkenende gebildet wurde. Dieses Minderheitskabinett bestand aus dem Christen-Democratisch Appèl (CDA) und der Volkspartij voor Vrijheid en Democratie (VVD) und wurde vom früheren Premierminister Ruud Lubbers ausgehandelt. Die Hauptaufgabe dieser Übergangsregierung lag in der Vorbereitung der niederländischen Parlamentswahlen am 22. November 2006 und in der Haushaltsplanung für das Jahr 2007. Die Kabinettserneuerung war notwendig geworden, nachdem der Koalitionspartner Democraten 66 die Regierung wegen des Streits um Ayaan Hirsi Ali verlassen hatte.
Minderheitsregierungen sind in der niederländischen Politik eher die Ausnahme. Die letzte hatte es 1982 unter Ministerpräsident Dries van Agt gegeben.

## Zusammensetzung
Das Kabinett bestand aus 16 Ministern (neun CDA, sieben VVD) und sieben Staatssekretären (vier CDA, drei VVD).

### Minister
| Ministerium/Amt | Minister | Minister                                                                          | Partei | Bemerkungen |
| --- | -------- | --------------------------------------------------------------------------------- | ------ | ----------- |
| Ministerpräsident, Minister für allgemeine Angelegenheiten |          | Jan Peter Balkenende                                                              | CDA    |             |
| Finanzminister, stellvertretender Ministerpräsident |          | Gerrit Zalm                                                                       | VVD    |             |
| Außenminister |          | Ben Bot                                                                           | CDA    |             |
| Justizminister |          | Piet Hein Donner bis 21. September 2006 Ernst Hirsch Ballin ab 22. September 2006 | CDA    |             |
| Minister für Inneres und Königreichsbeziehungen |          | Johan Remkes                                                                      | VVD    |             |
| Minister für Bildung, Kultur und Wissenschaft |          | Maria van der Hoeven                                                              | CDA    |             |
| Verteidigungsminister |          | Henk Kamp                                                                         | VVD    |             |
| Minister für Wohnungswesen, Raumordnung und Umweltschutz |          | Sybilla Dekker bis 21. September 2006 Pieter Winsemius ab 26. September 2006      | VVD    |             |
| Minister für Verkehr und Wasserwirtschaft |          | Karla Peijs                                                                       | CDA    |             |
| Wirtschaftsminister |          | Joop Wijn                                                                         | CDA    |             |
| Minister für Landwirtschaft, Natur und Nahrungsmittelqualität |          | Cees Veerman                                                                      | CDA    |             |
| Minister für Soziales und Arbeit |          | Aart Jan de Geus                                                                  | CDA    |             |
| Minister für Gesundheit, Wohlfahrt und Sport |          | Hans Hoogervorst                                                                  | VVD    |             |
| Minister für Entwicklungszusammenarbeit |          | Agnes van Ardenne                                                                 | CDA    |             |
| Minister für Ausländerangelegenheiten und Integration bis 14. Dezember 2006 Minister für Integration, Jugendschutz, Prävention und Resozialisierung ab 14. Dezember 2006 |          | Rita Verdonk                                                                      | VVD    |             |
| Minister für Verwaltungsmodernisierung und Königreichsbeziehungen |          | Atzo Nicolaï                                                                      | VVD    |             |

### Staatssekretäre
| Amt                                                            | Staatssekretär | Staatssekretär             | Partei | Bemerkungen |
| -------------------------------------------------------------- | -------------- | -------------------------- | ------ | ----------- |
| Staatssekretär für Bildung, Kultur und Wissenschaft            |                | Bruno Bruins               | VVD    |             |
| Staatssekretär für Verteidigung                                |                | Cees van der Knaap         | CDA    |             |
| Staatssekretär für Wohnungswesen, Raumordnung und Umweltschutz |                | Pieter van Geel            | CDA    |             |
| Staatssekretär für Verkehr und Wasserwirtschaft                |                | Melanie Schultz van Haegen | VVD    |             |
| Staatssekretär für Wirtschaft                                  |                | Karien van Gennip          | CDA    |             |
| Staatssekretär für Soziales und Arbeit                         |                | Henk van Hoof              | VVD    |             |
| Staatssekretär für Gesundheit, Wohlfahrt und Sport             |                | Clémence Ross-van Dorp     | CDA    |             |

## Belege
1. ↑  Dutch PM to lead minority government. Financial Times, 5. Juli 2006.